# 오상아
오상아는 대한민국의 가수다. 2012년 디지털 싱글 앨범 [제발]로 데뷔했다.

## 학력
- 호원대학교 실용음악과 학사

## 방송
- 보이스 코리아 2 (2013) - Top42

## 음반
- 제발 (2012)
- 겨울이 오면 (2012)
- 그리다 (2017)
- 나의 오늘 (2018)
- 아찔해 (2018)